# مارومه ناگایوشی
مارومه ناگایوشی ((به ژاپنی: 丸目 長恵 Marume Nagayoshi); ۱ ژانویهٔ ۱۵۴۰ – ۱ مارس ۱۶۲۹) یک ملازم خاندان ساگارا در دوره سنگوکو بود.